# Hetton-cum-Bordley
Hetton-cum-Bordley är en civil parish i North Yorkshire i England.
Den består av byarna Hetton och Bordley och har 153 invånare (2001).